# النموذج اللوني المعياري أحمر أخضر أزرق

في المثلث الداخلي يمكن رؤية اقصى حد ممكن لنظام sRGB ان يحتويه و يعرضه من ألوان

ألوان sRGB أو ما يعرف بألوان RGB القياسية وتتألف من الألوان  / الأحمر-الأخضر-الأزرق /

## الاستعمالات
تم إنشاء هذا النظام اللوني عام 1996 من خلال التعاون بين شركتي  Hewlett-Packard و Microsoft Corporation  كم تم اعتماده فيما بعد من قبل الشركات W3C، Exif، Intel, Pantone, Corel والعديد من الشركات الأخرى.
يعتبر نظام الألوان ذو مصدر مفتوح وتم الاعتراف به من قبل Open-Source-Software wie GIMP  بالإضافة إلى اعتماده من قبل العديد من أنظمة الصور العالمية مثل بي إن جي (صيغة ملفات).
إن sRGB مناسب ومنتشر استخدامه بكثرة في مواقع الإنترنت خاصة مواقع التسوق والتجارة الإلكترونية وهو مناسب وملائم لتصميم مواقع الإنترنت بالإضافة إلى أنه معتمد وموجود في أغلب كاميرات التصوير.

## ما هو نظام الالوان sRGB ؟
إن نظام الألوان  هو نظام قائم على الألوان الثلاثة / الأحمر والأخضر والأزرق / حيث أنه عند مزج هذه الألوان فيما بينها ينتج لنا العديد من الألوان الإضافية الأخرى.

## Siehe auch
- النموذج اللوني سيان ماجنتا أصفر أسود CMYK
- الفء اللوني (ن ش ض) و (ن ش ق) HSV-Farbraum